# Halterofilismo nos Jogos Olímpicos de Verão de 2008 - Mais de 105 kg masculino
A competição da categoria mais de 105 kg masculino do halterofilismo nos Jogos Olímpicos de Verão de 2008 foi realizada no dia 19 de agosto de 2008 no Ginásio da Universidade Beihang.

## Recordes
Antes desta competição, os recordes mundiais e olímpicos da prova eram os seguintes:
| Recorde mundial  | Arranque  | IRI Hossein Rezazadeh | 213,0 kg | Qinhuangdao, China | 14/set/03 |
| Recorde mundial  | Arremesso | IRI Hossein Rezazadeh | 263,5 kg | Atenas, Grécia     | 25/ago/99 |
| Recorde mundial  | Total     | IRI Hossein Rezazadeh | 472,5 kg | Sydney, Austrália  | 26/set/00 |
| Recorde olímpico | Arranque  | IRI Hossein Rezazadeh | 212,5 kg | Sydney, Austrália  | 26/set/00 |
| Recorde olímpico | Arremesso | IRI Hossein Rezazadeh | 263,5 kg | Atenas, Grécia     | 25/ago/04 |
| Recorde olímpico | Total     | IRI Hossein Rezazadeh | 472,5 kg | Sydney, Austrália  | 26/set/00 |

## Medalhistas
| Ouro   | GER Matthias Steiner     |
| Prata  | RUS Ievgueni Tchiguichev |
| Bronze | LAT Viktors Ščerbatihs   |

## Resultados
| Pos.              | Nome                     | Grupo | Peso   | Arranque (kg) | Arranque (kg) | Arranque (kg) | Arranque (kg) | Arremesso (kg) | Arremesso (kg) | Arremesso (kg) | Arremesso (kg) | Total (kg) |
| Pos.              | Nome                     | Grupo | Peso   | 1             | 2             | 3             | Res           | 1              | 2              | 3              | Res            | Total (kg) |
| ----------------- | ------------------------ | ----- | ------ | ------------- | ------------- | ------------- | ------------- | -------------- | -------------- | -------------- | -------------- | ---------- |
| Medalha de ouro   | GER Matthias Steiner     | A     | 145,93 | 198           | 203           | 207           | 203           | 246            | 248            | 258            | 258            | 461        |
| Medalha de prata  | RUS Ievgueni Tchiguichev | A     | 124,13 | 200           | 205           | 210           | 210           | 240            | 247            | 250            | 250            | 460        |
| Medalha de bronze | LAT Viktors Ščerbatihs   | A     | 144,97 | 198           | 203           | 206           | 206           | 242            | 244            | 257            | 242            | 448        |
| 4                 | UKR Artem Udachin        | A     | 144,09 | 197           | 203           | 207           | 207           | 235            | 235            | 241            | 235            | 442        |
| 5                 | UKR Ihor Shymechko       | A     | 130,25 | 193           | 197           | 201           | 201           | 217            | 227            | 232            | 232            | 433        |
| 6                 | IRI Rashid Sharifi       | B     | 142,89 | 188           | 192           | 196           | 196           | 230            | 238            | 238            | 230            | 426        |
| 7                 | POL Grzegorz Kleszcz     | A     | 131,16 | 185           | 185           | 190           | 185           | 232            | 234            | 234            | 234            | 419        |
| 8                 | GER Almir Velagić        | B     | 132,16 | 180           | 184           | 188           | 188           | 220            | 225            | 230            | 225            | 413        |
| 9                 | AUS Damon Kelly          | B     | 154,15 | 165           | 170           | 170           | 165           | 211            | 211            | 221            | 221            | 386        |
| 10                | NRU Itte Detenamo        | B     | 148,48 | 165           | 170           | 175           | 175           | 205            | 210            | 215            | 210            | 385        |
| 11                | FIN Antti Everi          | B     | 130,04 | 166           | 166           | 171           | 171           | 195            | 201            | 201            | 195            | 366        |
| 12                | COK Sam Pera Junior      | B     | 122,96 | 148           | 155           | 155           | 155           | 188            | 188            | 195            | 195            | 350        |
| 13                | TGA Maama Lolohea        | B     | 135,13 | 127           | 135           | 140           | 140           | 173            | 185            | 185            | 173            | 313        |
| –                 | KOR Jeon Sang-guen       | A     | 155,49 | 195           | 195           | 195           | -             | -              | -              | -              | -              | DNF        |

- DNF: não completou a prova.